# Кол (народ)
Кол — група народів-адівасі (племен або малих народів) мунда, хо, поширених переважно на території Східної Індії, зокрема штатів Джхаркханд, Орісса, Західний Бенгал, але також розповсюджених на території штатів Біхар, Чхаттісгарх, Мадх'я-Прадеш, Ассам, Трипура і держав Бангладеш і Непал.